# Dźwignia (chwyt)

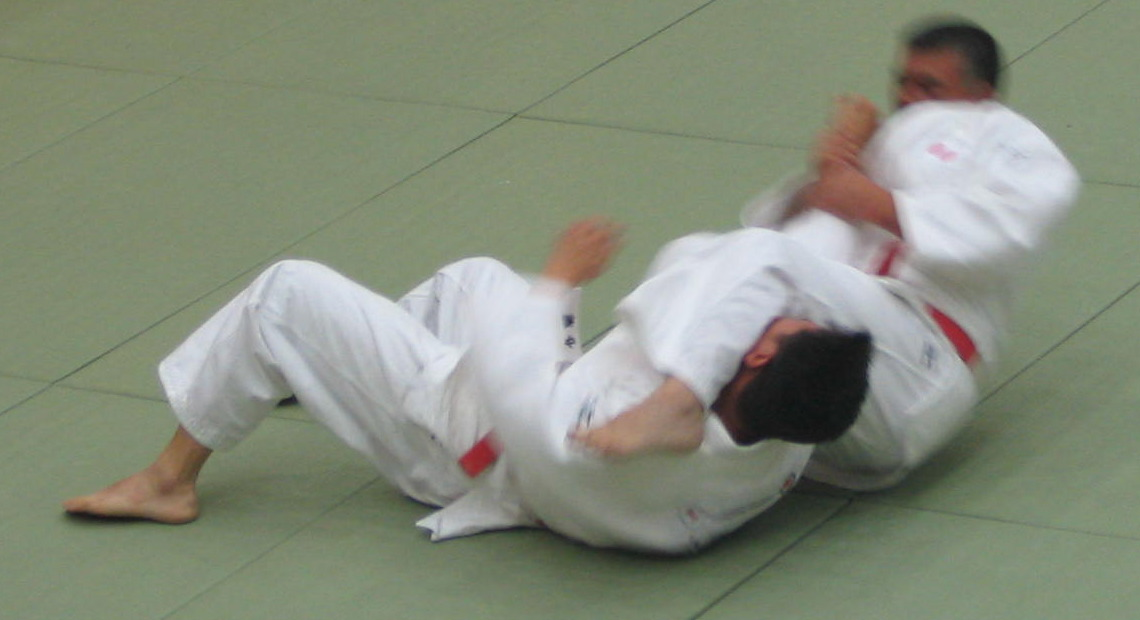
Judoka wykonujący dźwignię na staw łokciowy (juji gatame)

Dźwignia – technika wykorzystywana w sztukach walki, polegająca na ułożeniu stawu przeciwnika w taki sposób, aby próby uwolnienia się wywoływały ból (np. w aikido, jiu-jitsu). Jest to zmuszenie stawu (lub kilku stawów) przeciwnika do pracy w nienaturalnych warunkach np. przeprost stawu łokciowego (ramienno-łokciowego) lub kolanowego.
Zwykle założenie dźwigni powoduje ból, którego przyczyną jest ucisk kości na sploty nerwowe przebiegające bezpośrednio w okolicy stawu, znaczne i bolesne naciągnięcie ścięgien lub przekroczenie ruchomości stawu i nacisk kości na kość.

## Techniki
Znanych jest bardzo wiele technik zakładania dźwigni. Wykonuje się je w zasadzie na wszystkich stawach człowieka: od stawów małych jak stawy palców, poprzez stawy większe jak nadgarstki i łokcie, aż po stawy największe jak kolana, biodra i kręgosłup. Ponieważ małe stawy są szczególnie wrażliwe, w sportach walki (jak w judo czy MMA) zwykle nie jest dozwolone zakładanie na nie dźwigni.